# 幾內亞國家奧林匹克和體育委員會
畿內亞國家奧林匹克和體育委員會（Guinea National Olympic and Sports Committee）是畿內亞的體育部門和國家奧林匹克委員會。該組織成立於1964年，是國際奧委會和非洲國家奧林匹克委員會聯合會的成員。1968年，首次派員參加在墨西哥城舉行的夏季奧運會。
現時，畿內亞國家奧林匹克和體育委員會的總部設在首都科納克里，主席是Mr Nabi Camara。 

## 資料來源
1. ↑  .   [2014-04-13]. （原始内容存档于2009-02-20）.